# Masters de Montecarlo 2003
El Masters de Montecarlo 2003 fue un torneo de tenis masculino jugado sobre tierra batida. Fue la 97.ª edición de este torneo. Se celebró entre el 14 y el 20 de abril de 2003.

## Campeones

### Individuales
Juan Carlos Ferrero vence a  Guillermo Coria, 6–2, 6–2.

### Dobles
Mahesh Bhupathi /  Max Mirnyi vencen a  Michaël Llodra /  Fabrice Santoro, 6–4, 3–6, 7–6 (8–6).